# Hydrovolzia gerhardi
Hydrovolzia gerhardi är en kvalsterart som beskrevs av Mitchell 1954. Hydrovolzia gerhardi ingår i släktet Hydrovolzia och familjen Hydrovolziidae. Inga underarter finns listade i Catalogue of Life.